# Wendy James
Wendy James (* 21. Januar 1966 in East Sussex, England) ist eine britische Sängerin und Songschreiberin. Sie erlangte größere Bekanntheit als Frontsängerin der Alternative-Rock-Band Transvision Vamp in den späten 1980er Jahren.

## Biografie
Wendy James wurde gleich nach ihrer Geburt zur Adoption freigegeben und wuchs bei ihren Adoptiveltern auf. Bereits mit 16 Jahren verließ sie ihr Elternhaus und ging nach Brighton, um dort Dramaturgie zu studieren. Um sich ihr Studium zu finanzieren, begann Wendy James mit Soloauftritten als Sängerin in einem Nachtclub, wo sie vornehmlich Coverversionen von Patti-Smith-Songs vortrug. Im Zuge dessen lernte sie Nick Christian Sayer kennen, mit dem sie bald zusammenzog und auch gemeinsame Projekte durchführte. Anschließend zogen beide nach London, wo sie 1986 schließlich die Band Transvision Vamp gründeten.
1991 trennten sich Transvision Vamp, nachdem sie zuvor drei Alben herausgebracht hatten. Alle Songs der Gruppe  waren von Nick Christian Sayer geschrieben und komponiert worden und so tat sich Wendy James, die bisher nur gesungen hatte, schwer, eine eigene Solokarriere zu starten, da ihr für die Musikproduktion jegliche Erfahrung fehlte. 1993 veröffentlichte sie ihr Soloalbum Now Ain't the Time for Your Tears, das aus diesem Grunde komplett von ihrem Freund Elvis Costello geschrieben wurde, um ihr so einen Neuanfang zu ermöglichen. Das Album wurde ein Misserfolg, und so beendete Wendy James vorläufig ihre Solokarriere.
In der Zeit von 1994 bis 2004 verschwand Wendy James komplett aus der Musikszene und zog nach New York. Dort begann sie, sich mit dem Schreiben und Komponieren von Songs zu beschäftigen, wobei sie fast ausnahmslos auf Computer und elektronische Hilfsmittel zurückgriff. 2004 schließlich trat sie der Band Racine als Frontfrau bei. Die Gruppe veröffentlichte die beiden Alben Number One (2004) und Racine 2 (2007), bevor sie sich wieder auflöste. Achtzehn Jahre nach Now Ain't the Time for Your Tears veröffentlichte Wendy James 2011 ihr zweites Soloalbum I Came Here To Blow Minds.

## Diskografie

### Alben mit Transvision Vamp
- Pop Art (1988)
- Velveteen (1989)
- Little Magnets Versus the Bubble of Babble (1991)

### Alben mit Racine
- Number One (2004)
- Racine 2 (2007)

### Solo-Alben
- Now Ain’t the Time for Your Tears (1993)
- I Came Here to Blow Minds (2011)
- The Price of the Ticket (2016)
- Queen High Straight (2020)

### Singles
- The Nameless One (1993)
- London’s Brilliant (1993)
- Do You Know What I’m Saying? (1993)

## Referenzen
Die belgische Rockband Paranoiacs hat ihr 1989 auf dem Album Bananas mit dem Lied Wendy James Tribut gezollt.